# Woré Ndiaye Kandji
Woré Ndiaye Kandji, est une écrivaine et essayiste sénégalo-congolaise, née à Brazzaville en république du Congo de père sénégalais et de mère congolaise et vivant aux États-Unis.
Elle est cheffe du projet « Voix et leadership des femmes » au Sénégal.

## Biographie

### Enfance, éducation et formation
En 1995, elle obtient son baccalauréat en Économie aux Cours Sainte Marie de Hann de Dakar et consacre une année aux actions communautaires dans les zones rurales de plusieurs régions du Sénégal avec le Groupe d'études pour l'enseignement aux populations GEEP. Elle voyage ensuite pour les États-Unis pour des formations en études internationales et business à l'université de la ville de New York.

### Carrière et engagement social
Elle fréquente plusieurs salons internationaux de commerce de New York pendant son exercice dans l'industrie de la mode. Elle enseigne ensuite le programme Global Classrooms dans plusieurs établissements scolaires en tant que membre de l'association des Nations unies aux États-Unis (l'UNA-USA), et en collaboration avec le ministère de l'éducation de la ville de New York. Elle est membre du Indaba Africa Center de New York. 
Elle est engagée dans l'amélioration de la situation des femmes en Afrique et au Sénégal en particulier. En 2011, elle publie son roman Nous sommes tous coupables à travers lequel elle suscite la réflexion sur le rôle et la responsabilité des femmes africaines. Elle collabore au magazine féminin Amina et traite sur Network de la situation des femmes africaines. Elle est la cheffe du projet voix et leadership des femmes au Sénégal, un projet qui promeut les droits des femmes à travers le renforcement des organisations locales qui travaillent pour la défense des droits des femmes et des filles. 

## Publications
- Wor Ndiaye Kandji, Nous sommes coupables., Phoenix Press Internation, 2011 (ISBN 0-9829961-9-5 et 978-0-9829961-9-5, OCLC 840569884, lire en ligne)